# Feradach Finnfechtnach
Feradach Finnfechtnach („Biały Prawy”) – legendarny zwierzchni król Irlandii z dynastii Milezjan (linia Eremona) w latach 95-116. Syn pogrobowiec zwierzchniego króla Irlandii Crimthanna II Niadnaira („Męża Nair”) i jego żony Baine, córki króla Alby (ob. Szkocja).
Feradach był w łonie matki, gdy zmarł jego ojciec. Doszło wówczas do masakry członków rodu Milezjan wywołanej przez Cairbre’a Cinncaita i lud Aitheach Tuatha (łac. Attacotti), potomków Fir Bolgów. Ten objął nieprawnie zwierzchni tron irlandzki. Tylko trzy kobiety, które były ciężarne, uratowały się z pogromu. Po pięciu latach Cairbre zmarł, a władza przeszła na Feradacha, mającego wówczas około pięciu lat. Irlandia, w przeciwieństwie do czasów poprzednika, była urodzajna podczas jego panowania.
Jego epitet „Finnfechtnach” wywodził się od jego prawości i szczerości. Za jego panowania żył Morann mac Maein, syn poprzedniego zwierzchniego króla Irlandii, Cairbre’a I Cinncaita. Był sławnym Brehonem, czyli szefem sądu królewskiego; mówi się, że był pierwszym, który nosił cudowny kołnierz, zwany lodhain Morain; ten kołnierz posiadał cudowną właściwość: jeżeli sędzia usiłował wydać niesprawiedliwy wyrok to natychmiast kołnierz kurczył się, prawie zatrzymując jego oddychanie; ale gdyby on odwrócił ten wyrok, kołnierz powracał do poprzedniego stanu. Feradach zmarł śmiercią naturalną w Tarze, królewskim mieście. Rządził dwadzieścia lat (według Lebor Gabála Érenn) lub dwadzieścia dwa lata (według Roczników Czterech Mistrzów). Władza nad Irlandią przeszła na Fiatacha Finna mac Daire, pochodzącego z Ulsteru oraz w 21. stopniu potomka Itha, stryja Mileda. Feradach pozostawił po sobie syna, Fiachę Finnfolaida, przyszłego zwierzchniego króla Irlandii.